# Estación de Candón
Candón fue un apartadero ferroviario situado en el municipio español de San Juan del Puerto, en la provincia de Huelva. Sus instalaciones formaban parte del ferrocarril minero de Riotinto.

## Historia
El apartadero de Candón formaba parte del ferrocarril de Riotinto, que fue inaugurado en 1875. Las instalaciones disponían de un edificio de viajeros y de una vía de sobrepaso para permitir el cruce de los trenes en esta zona. En 1974 se cerró al tráfico el tramo comprendido entre Huelva y Las Mallas, si bien el resto del ferrocarril no sería clausurado hasta 1984. En la actualidad apenas si se conservan restos del antiguo recinto ferroviario de Candón.